# 2544 Gubarev
2544 Gubarev је астероид главног астероидног појаса са пречником од приближно 9,35 .
Афел астероида је на удаљености од 2,942 астрономских јединица (АЈ) од Сунца, а перихел на 1,808 АЈ.
Ексцентрицитет орбите износи 0,238, инклинација (нагиб) орбите у односу на раван еклиптике 22,532 степени, а орбитални период износи 1337,462 дана (3,661 године).
Апсолутна магнитуда астероида је 12,30 а геометријски албедо 0,243.
Астероид је откривен 6. августа 1980. године.